# تتلین جانکشن (آلاسکا)
تتلین جانکشن (به انگلیسی: Tetlin Junction) یک منطقهٔ مسکونی در ایالات متحده آمریکا است که در Southeast Fairbanks Census Area واقع شده‌است. تتلین جانکشن ۵۳۱٫۸۸ متر بالاتر از سطح دریا واقع شده‌است.